# Jang Hye-ock
Jang Hye-ock (n. 9 februarie 1977, Jeonju⁠(d), Coreea de Sud) este o jucătoare de badminton ce a reprezentat Coreea de Sud, medaliată olimpică. A participat la o ediție a Jocurilor Olimpice (1996) în care a câștigat o medalie de argint.